# Flacey (Eure-et-Loir)
Flacey – miejscowość i gmina we Francji, w Regionie Centralnym, w departamencie Eure-et-Loir.
Według danych na rok 1990 gminę zamieszkiwały 202 osoby, a gęstość zaludnienia wynosiła 14 osób/km² (wśród 1842 gmin Centre, Flacey plasuje się na 937. miejscu pod względem liczby ludności, natomiast pod względem powierzchni na miejscu 909.).